# Speak Now
Speak Now ist das dritte Studioalbum der US-amerikanischen Country-Pop-Sängerin und Songwriterin Taylor Swift. Das Album wurde weltweit am 25. Oktober 2010 veröffentlicht. Swift arbeitete zwei Jahre lang an diesem Album. Am 7. Juli 2023 erschien eine Neuaufnahme des Albums als Speak Now (Taylor's Version).

## Promotion
Swift sang das Lied Innocent bei den MTV Video Music Awards 2010 am 12. September 2010. Das Stück handelt von Rapper Kanye West und dessen Verhalten bei der gleichen Veranstaltung des vorigen Jahres. Einige Lieder wurden als Promo-Singles veröffentlicht: Speak Now am 4. Oktober, Back to December am 11. Oktober und Mean am 18. Oktober 2010.

## Songs
In einem Interview sagte Swift: „Ich habe alle Lieder für dieses Album selbst geschrieben. Das war keine Absicht. Es geschah quasi einfach so“. 60 % des Albums wurden in Nathan Chapmans Studio und einige Lieder mit Orchesterbegleitung aufgenommen. Über die Songs sagte Swift: „Jedes Lied stellt ein Geständnis gegenüber einer Person dar“.
Die erste Single Mine wurde am 4. August 2010 veröffentlicht. Das Musikvideo wurde Anfang Juli in Portland (Maine) gedreht. Swift sagte, das Lied handele von ihrer Neigung, „vor der Liebe davonzulaufen“. Mine erreichte Platz drei der Pop- und Platz zwei der Country-Single-Charts in den USA, Platz 30 in Großbritannien und Platz 57 in Deutschland.

### Titelliste der Standardversion
| Nr.          | Titel               | Autor(en)    | Länge |
| ------------ | ------------------- | ------------ | ----- |
| 1.           | Mine                | Taylor Swift | 3:50  |
| 2.           | Sparks Fly          | Swift        | 4:20  |
| 3.           | Back to December    | Swift        | 4:53  |
| 4.           | Speak Now           | Swift        | 4:00  |
| 5.           | Dear John           | Swift        | 6:43  |
| 6.           | Mean                | Swift        | 3:57  |
| 7.           | The Story of Us     | Swift        | 4:25  |
| 8.           | Never Grow Up       | Swift        | 4:50  |
| 9.           | Enchanted           | Swift        | 5:52  |
| 10.          | Better Than Revenge | Swift        | 3:37  |
| 11.          | Innocent            | Swift        | 5:02  |
| 12.          | Haunted             | Swift        | 4:02  |
| 13.          | Last Kiss           | Swift        | 6:07  |
| 14.          | Long Live           | Swift        | 5:18  |
| Gesamtlänge: | Gesamtlänge:        | Gesamtlänge: | 66:56 |

### Titelliste der Deluxeversion
| Nr. | Titel                               | Länge |
| --- | ----------------------------------- | ----- |
| 15. | Ours                                | 3:58  |
| 16. | If This Was a Movie                 | 3:54  |
| 17. | Superman                            | 4:36  |
| 18. | Back to December (Acoustic version) | 4:52  |
| 19. | Haunted (Acoustic version)          | 3:37  |
| 20. | Mine (US version)                   | 3:51  |

## Rezensionen
CountryMusicNews.de gibt dem Album vier von fünf Sternen: „Taylor setzt bei ihrem dritten Album wieder poppige Präferenzen und zeigt, dass sie schon eine erstaunlich gute Songwriterin ist. Ihren weltweiten Siegeszug wird sie dadurch und mit einigen starken Hits aus dem neuen Werk problemlos fortsetzen.“
Laut.de gibt dem Album drei von fünf Punkten: „… Mal traurig, oft fröhlich, aber immer Pop, erfreulicherweise von der 20-Jährigen selbst geschrieben. … Welch willkommener Unterschied zu so mancher auf CD gepressten Heißluft von Teenie-Starlets, die von einer Armada externer Songwriter geschrieben wurde. Auch wenn Taylor Swift mit ihren eigenen Kompositionen das musikalische Rad nicht neu erfindet, rollt es besser als erwartet in die Gehörgänge.“
Plattentests.de verteilt vier von zehn Punkten: „… Ebenso schöne und gelungene Minuten finden sich in der einsamen Stille der Akustikgitarre von ‚Never Grow Up‘, in der unterschwellig rumpelnden Traurigkeit von ‚Innocent‘ und ‚Last Kiss‘, einer sechsminütigen, verträumten Ode an einen Verflossenen … Das Problem an ‚Speak Now‘ ist allerdings, dass zu viele Songs anbiedernder, ordinärer und selten einmal mehr als netter Radiopop sind. Es wäre ein Hohn, bei stumpfen Stücken wie ‚The Story of Us‘, ‚Mine‘, ‚Sparks Fly‘ oder ‚Long Live‘ auch nur annähernd Wörter wie Country oder Folk in den Mund zu nehmen. Das ist die Art von berechnender Chartsmusik, die Swift auch endgültig den Durchbruch in Europa bescheren sollte …“

## Kommerzieller Erfolg

### Chartplatzierungen
| ChartsChartplatzierungen       | Höchstplatzierung | Wochen |
| ------------------------------ | ----------------- | ------ |
| Deutschland (GfK)              | 2 (20 Wo.)        | 20     |
| Österreich (Ö3)                | 1 (19 Wo.)        | 19     |
| Schweiz (IFPI)                 | 1 (31 Wo.)        | 31     |
| Vereinigte Staaten (Billboard) | 1 (193 Wo.)       | 193    |
| Vereinigtes Königreich (OCC)   | 6 (25 Wo.)        | 25     |

| ChartsJahrescharts (2010)      | Platzierung |
| ------------------------------ | ----------- |
| Vereinigte Staaten (Billboard) | 9           |

| ChartsJahrescharts (2011)      | Platzierung |
| ------------------------------ | ----------- |
| Vereinigte Staaten (Billboard) | 2           |

| ChartsJahrescharts (2012)      | Platzierung |
| ------------------------------ | ----------- |
| Vereinigte Staaten (Billboard) | 45          |

| ChartsJahrescharts (2023)      | Platzierung |
| ------------------------------ | ----------- |
| Deutschland (GfK)              | 32          |
| Österreich (Ö3)                | 46          |
| Schweiz (IFPI)                 | 63          |
| Vereinigte Staaten (Billboard) | 115         |

### Auszeichnungen für Musikverkäufe
| Land/Region                  | Auszeichnungen für Musikverkäufe (Land/Region, Auszeichnung, Verkäufe) | Verkäufe  |
| ---------------------------- | ---------------------------------------------------------------------- | --------- |
| Australien (ARIA)            | 3× Platin                                                              | 210.000   |
| Brasilien (PMB)              | Gold                                                                   | 20.000    |
| Deutschland (BVMI)           | Gold                                                                   | 100.000   |
| Hongkong (IFPI/HKRIA)        | Gold                                                                   | 7.500     |
| Indonesien (ASIRI)           | Gold                                                                   | 10.000    |
| Irland (IRMA)                | Gold                                                                   | 7.500     |
| Japan (RIAJ)                 | Gold                                                                   | 100.000   |
| Kanada (MC)                  | 3× Platin                                                              | 240.000   |
| Neuseeland (RMNZ)            | 3× Platin                                                              | 45.000    |
| Norwegen (IFPI)              | Gold                                                                   | 15.000    |
| Österreich (IFPI)            | Gold                                                                   | 10.000    |
| Philippinen (PARI)           | Platin                                                                 | 15.000    |
| Schweiz (IFPI)               | Gold                                                                   | 10.000    |
| Singapur (RIAS)              | Platin                                                                 | 10.000    |
| Vereinigte Staaten (RIAA)    | 6× Platin                                                              | 6.000.000 |
| Vereinigtes Königreich (BPI) | Platin                                                                 | 389.000   |
| Insgesamt                    | 9× Gold · 18× Platin ·                                                 | 7.189.000 |

Hauptartikel: Taylor Swift/Auszeichnungen für Musikverkäufe/Alben

## Speak Now (Taylor’s Version)
Am 5. Mai 2023 kündigte Swift in Nashville während der Eras Tour die Veröffentlichung von Speak Now (Taylor’s Version) für den 7. Juli 2023 an. Dabei handelt es sich um eine erweiterte Neuaufnahme des ursprünglichen Albums, um die vollständige Verfügungsgewalt über die Werke zurückzugewinnen, nachdem sich Swift 2019 aufgrund einer Auseinandersetzung von ihrem damaligen Musiklabel Big Machine Records trennte.
Das Album umfasst 22 Lieder, welche den Zusatz (Taylor’s Version) tragen. Darunter sind außerdem sechs bislang unveröffentlichte Lieder, versehen mit dem Suffix (From The Vault).
Am 8. Juli 2023 erschien ein Musikvideo zu I Can See You, welches als Metapher zu Swifts Bemühungen, ihre ursprünglichen, an Big Machine Records verlorenen Werke, durch die Neuaufnahmen zurückzugewinnen, gedeutet werden kann. Neben Swift persönlich, die eigenständig Regie führte, sind auch die US-amerikanischen Schauspieler Taylor Lautner, Joey King und Presley Cash Teil der Besetzung.

### Titelliste
| Nr.          | Titel                                                                         | Autor(en)    | Länge  |
| ------------ | ----------------------------------------------------------------------------- | ------------ | ------ |
| 1.           | Mine (Taylor’s Version)                                                       | Taylor Swift | 3:51   |
| 2.           | Sparks Fly (Taylor’s Version)                                                 | Swift        | 4:21   |
| 3.           | Back to December (Taylor’s Version)                                           | Swift        | 4:54   |
| 4.           | Speak Now (Taylor’s Version)                                                  | Swift        | 4:02   |
| 5.           | Dear John (Taylor’s Version)                                                  | Swift        | 6:45   |
| 6.           | Mean (Taylor’s Version)                                                       | Swift        | 3:58   |
| 7.           | The Story of Us (Taylor’s Version)                                            | Swift        | 4:27   |
| 8.           | Never Grow Up (Taylor’s Version)                                              | Swift        | 4:52   |
| 9.           | Enchanted (Taylor’s Version)                                                  | Swift        | 5:53   |
| 10.          | Better than Revenge (Taylor’s Version)                                        | Swift        | 3:40   |
| 11.          | Innocent (Taylor’s Version)                                                   | Swift        | 5:01   |
| 12.          | Haunted (Taylor’s Version)                                                    | Swift        | 4:05   |
| 13.          | Last Kiss (Taylor’s Version)                                                  | Swift        | 6:09   |
| 14.          | Long Live (Taylor’s Version)                                                  | Swift        | 5:17   |
| 15.          | Ours (Taylor’s Version)                                                       | Swift        | 3:55   |
| 16.          | Superman (Taylor’s Version)                                                   | Swift        | 4:34   |
| 17.          | Electric Touch (Taylor’s Version) (From The Vault) (feat. Fall Out Boy)       | Swift        | 4:26   |
| 18.          | When Emma Falls in Love (Taylor’s Version) (From the Vault)                   | Swift        | 4:12   |
| 19.          | I Can See You (Taylor’s Version) (From the Vault)                             | Swift        | 4:33   |
| 20.          | Castles Crumbling (Taylor’s Version) (From the Vault) (feat. Hayley Williams) | Swift        | 5:06   |
| 21.          | Foolish One (Taylor’s Version) (From the Vault)                               | Swift        | 5:11   |
| 22.          | Timeless (Taylor’s Version) (From the Vault)                                  | Swift        | 5:21   |
| Gesamtlänge: | Gesamtlänge:                                                                  | Gesamtlänge: | 104:33 |

### Chartplatzierungen
| ChartsChartplatzierungen       | Höchstplatzierung | Wochen |
| ------------------------------ | ----------------- | ------ |
| Deutschland (GfK)              | 35 (25 Wo.)       | 25     |
| Österreich (Ö3)                | 17 (24 Wo.)       | 24     |
| Vereinigte Staaten (Billboard) | 1 (85 Wo.)        | 85     |
| Vereinigtes Königreich (OCC)   | 1 (54 Wo.)        | 54     |

| ChartsJahrescharts (2023)      | Platzierung |
| ------------------------------ | ----------- |
| Vereinigte Staaten (Billboard) | 11          |
| Vereinigtes Königreich (OCC)   | 24          |

| ChartsJahrescharts (2024)      | Platzierung |
| ------------------------------ | ----------- |
| Vereinigte Staaten (Billboard) | 28          |
| Vereinigtes Königreich (OCC)   | 88          |

### Auszeichnungen für Musikverkäufe
| Land/Region                  | Auszeichnungen für Musikverkäufe (Land/Region, Auszeichnung, Verkäufe) | Verkäufe  |
| ---------------------------- | ---------------------------------------------------------------------- | --------- |
| Australien (ARIA)            | Platin                                                                 | 70.000    |
| Brasilien (PMB)              | 2× Platin                                                              | 80.000    |
| Dänemark (IFPI)              | Gold                                                                   | 10.000    |
| Frankreich (SNEP)            | Gold                                                                   | 50.000    |
| Italien (FIMI)               | Gold                                                                   | 25.000    |
| Kanada (MC)                  | 2× Platin                                                              | 160.000   |
| Neuseeland (RMNZ)            | Platin                                                                 | 15.000    |
| Polen (ZPAV)                 | Gold                                                                   | 10.000    |
| Spanien (Promusicae)         | Gold                                                                   | 20.000    |
| Vereinigte Staaten (RIAA)    | —                                                                      | 507.000   |
| Vereinigtes Königreich (BPI) | Platin                                                                 | 300.000   |
| Insgesamt                    | 5× Gold · 7× Platin ·                                                  | 1.247.000 |

Hauptartikel: Taylor Swift/Auszeichnungen für Musikverkäufe/Alben